# Jasan v parku Boženy Němcové
Jasan v parku Boženy Němcové je památný strom jasan ztepilý (Fraxinus excelsior L.) v parku Boženy Němcové v části Fryštát města Karviná v okrese Karviná. Nachází se také v nížině Ostravská pánev v Moravskoslezském kraji.

## Další informace
Platan v parku Boženy Němcové je jeden z celkem 6 vyhlášených památných stromů na území města Karviná a byl původně součástí zámeckého parku v vybudovaného v anglickém stylu. Podle údajů z roku 1998:
| Výška stromu:                 | 34,0 m                                                              |
| Obvod kmene ve výčetní výšce: | 4,60 m                                                              |
| Poznámka:                     | V parku Boženy Němcové, od zámku vpravo u rozcestí, za letním kinem |
| Ochranné pásmo:               | dle zákona                                                          |
| Datum vyhlášení:              | 19. ledna 1998                                                      |

## Galerie

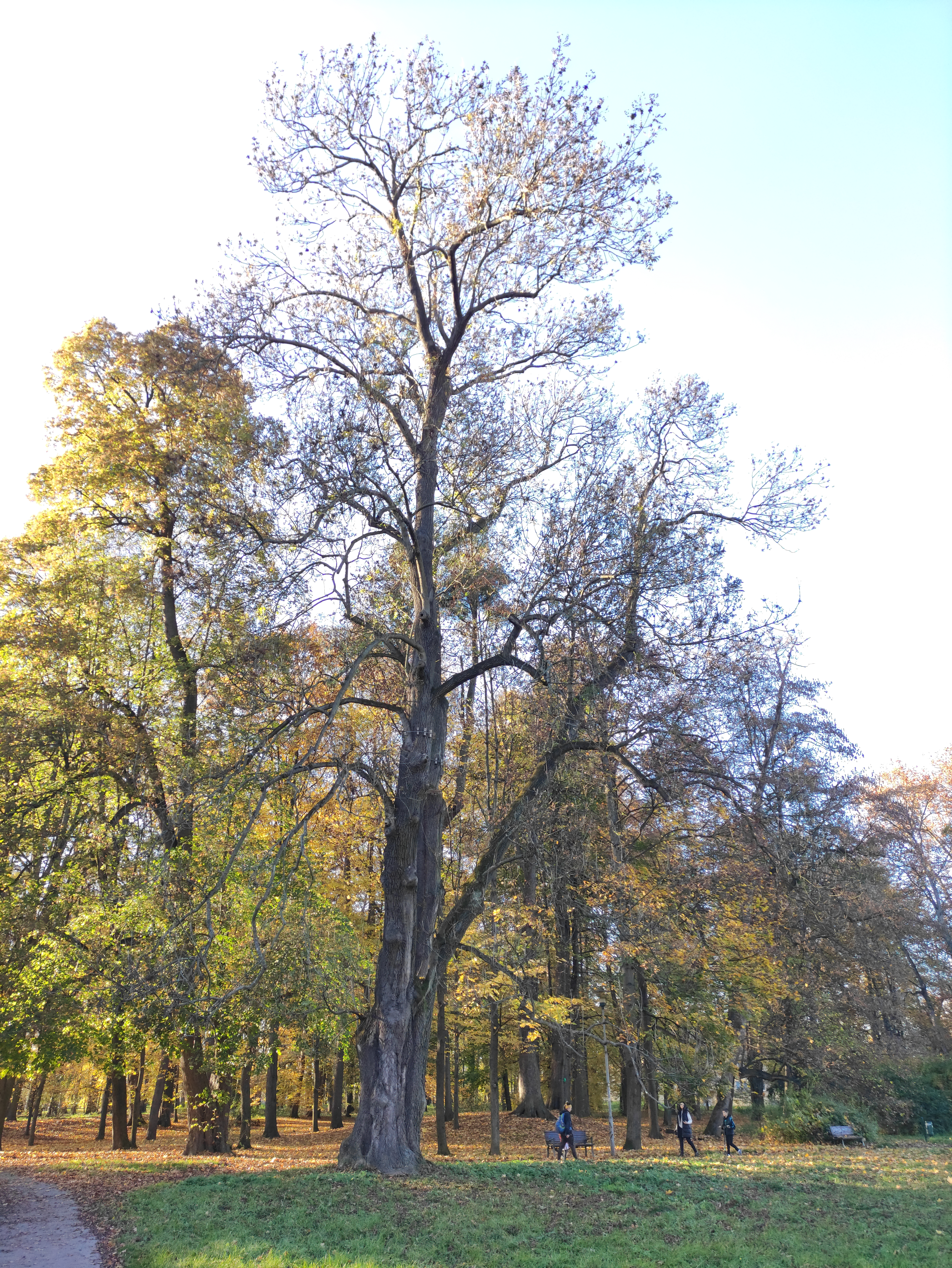
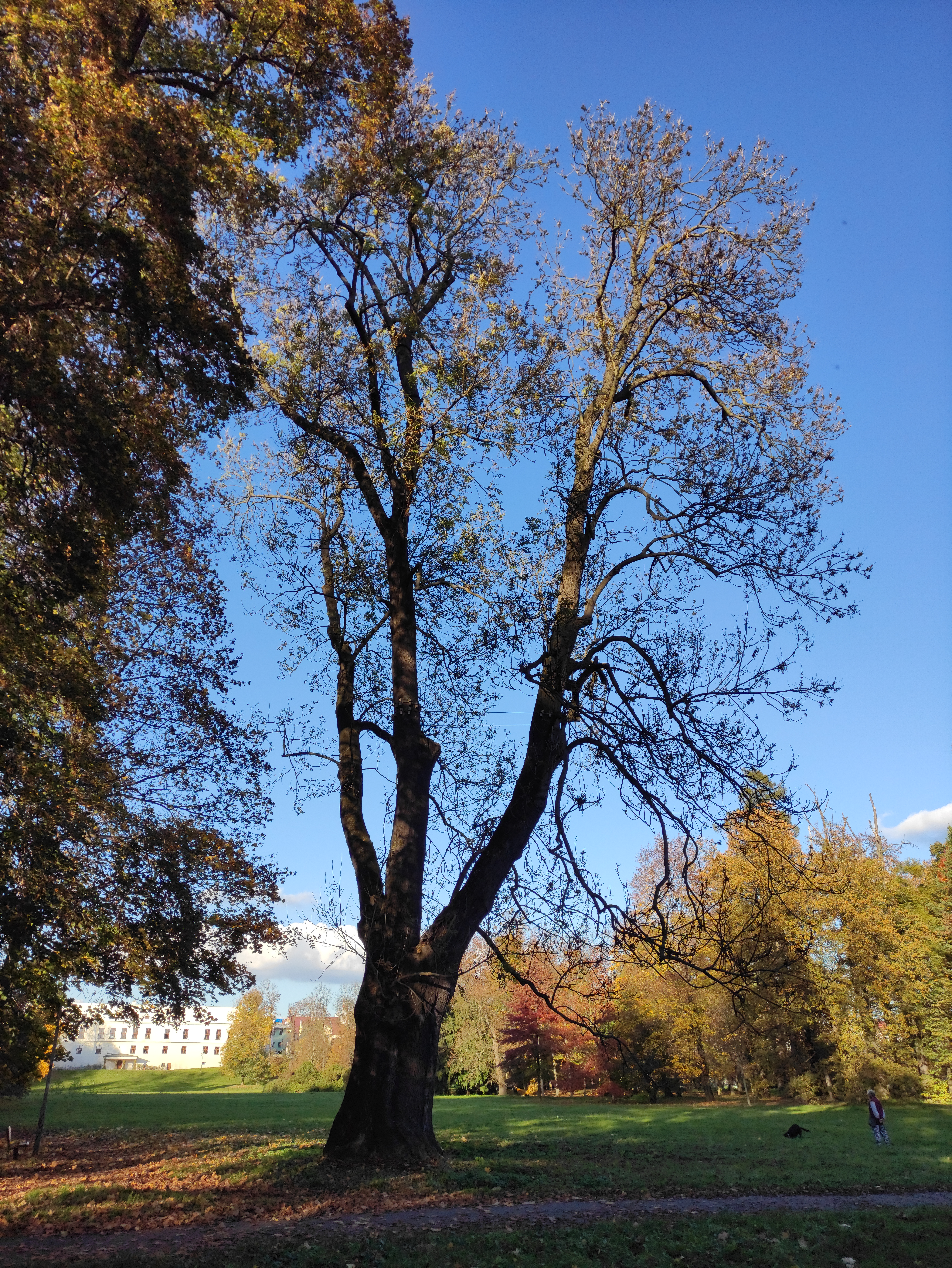
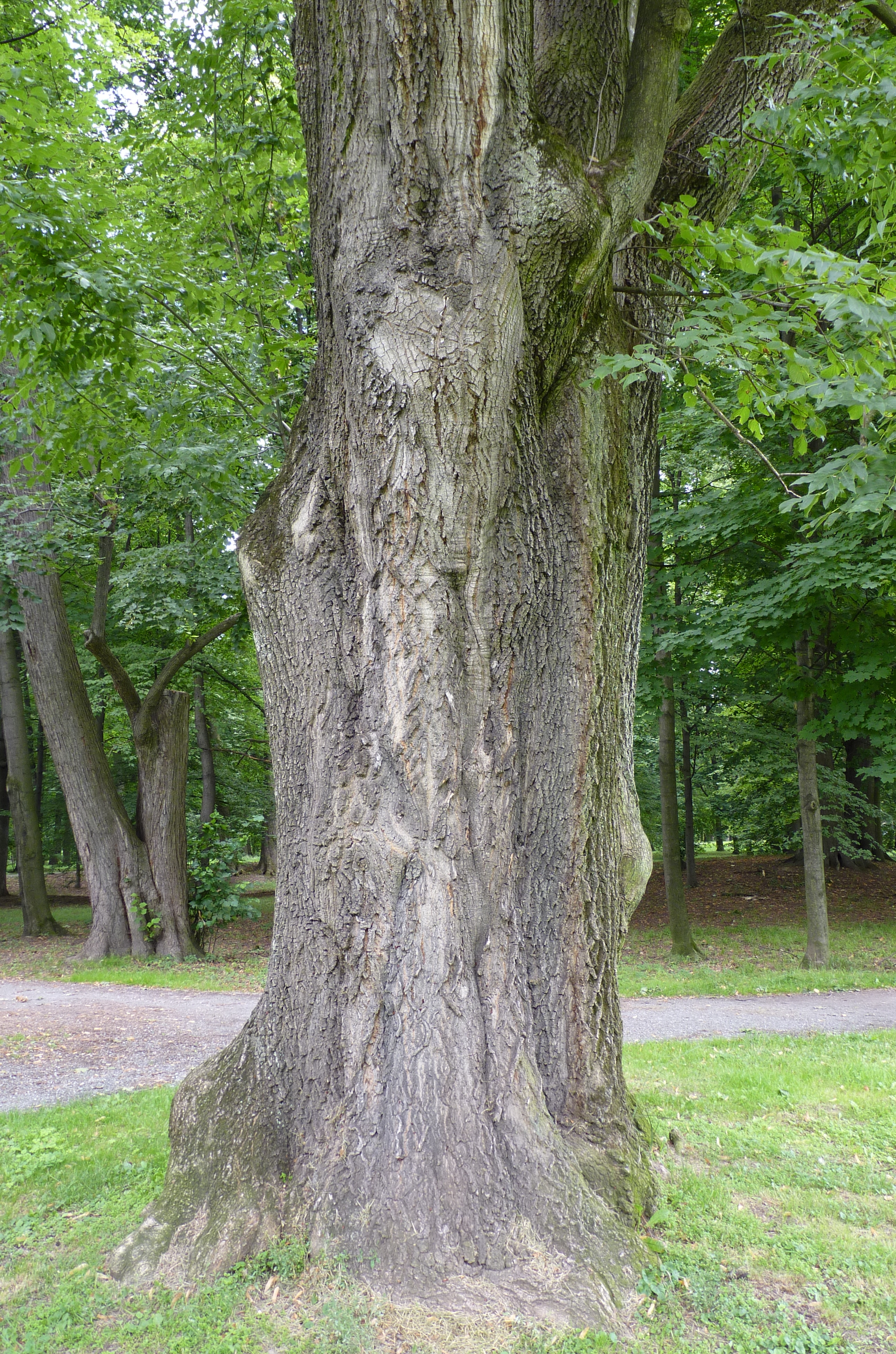